# دیرک فان دلن
دیرک فان دِلِن (هلندی: Dirck van Delen; ۱ ژانویهٔ ۱۶۰۵ – ۱۶ مهٔ ۱۶۷۱) نقاش اهل هلند بود که به‌طور ویژه در نقاشی معمارانه تبحر داشت و عمدتاً نماهای کاخ‌ها و فضاهای کلیساها را نقاشی می‌کرد.